# Rafael Campalans i Puig
Rafael Campalans i Puig (Barcelona, 21 d'octubre de 1887 — Torredembarra, Tarragonès, 9 de setembre de 1933) fou un enginyer, polític i professor universitari català.

## Joventut
Va néixer el 1887 al carrer Roig de la ciutat de Barcelona, fill de Salomó Campalans i Sardà, d'Almacelles, i de Maria Puig i Charles, de la mateixa població, una família menestral. En l'etapa d'estudiant, Rafael fou president de l'Agrupació Escolar Doctor Robert (1903) i editor d'El Poble Català el 1906. Es graduà en enginyeria industrial a Barcelona l'any 1911 i amplià estudis a Lovaina i Charlottenburg.
El 1914 fou encarregat dels serveis públics de la Mancomunitat de Catalunya, tasca que compaginà amb l'activitat docent (física general, electrònica, mecànica, termodinàmica, història de la ciència) a l'Escola d'Agricultura, a la Universitat Industrial de Barcelona i a l'Escola de Bibliotecàries. El 1917 fou nomenat director de l'Escola de Treball, i el 1922 secretari general d'Ensenyament Tècnic i Professional de la Mancomunitat.

## Activitat política
En la seva qualitat d'enginyer industrial viatjà arreu d'Europa, cosa que el posà en contacte amb el moviment socialista europeu i nord-americà, i a partir d'això milità en el Partit Socialista Obrer Espanyol (PSOE) i defensà la línia antibel·licista de Jean Jaurès.
Després de polemitzar amb Antoni Fabra i Ribas, el 1923 participà en l'escissió del PSOE que donà lloc a la Unió Socialista de Catalunya (USC), que discrepava del PSOE en les qüestions nacional, sindical (relacions entre CNT i UGT) i organitzativa, i en fou director del seu òrgan, Justícia Social. Fou membre actiu del Comitè d'Acció Cívica, fundat per Francesc Layret, que denuncià el pistolerisme groguista. Després del pronunciamiento de Miguel Primo de Rivera (1923), Campalans va renunciar als seus càrrecs públics i fundà posteriorment la Indústria de Coure-Electrolític. També participà en la creació de l'Ateneu Polytechnicum.
Amb Francesc Macià va signar el manifest electoral del 12 d'abril de 1931, sent escollit regidor per Barcelona en les eleccions municipals d'aquell dia. Després de la proclamació de la Segona República Espanyola el 14 d'abril del mateix any, participà en les tasques del govern provisional, sent nomenat responsable d'Instrucció Pública. Líder de la Unió Socialista de Catalunya fou escollit diputat en les eleccions al Parlament de Catalunya (1932), participà en la redacció de l'Estatut de Núria i la seva defensa a la Universitat Autònoma de Barcelona.
En les eleccions generals al Congrés dels Diputats de juny de 1931 fou elegit diputat per la circumscripció de Barcelona. Morí ofegat accidentalment a la platja de Torredembarra el 1933, i el seu enterrament al Cementiri de Montjuïc fou multitudinari.

## Obres
- 1903: Influència dels escolars sobre el catalanisme
- 1923: El socialisme i el problema de Catalunya
- 1931: Als joves
- 1932 Hacia la España de todos. Palabras castellanas de un diputado por Cataluña
- 1933: Manual pràctic del socialisme català
- 1933: Política vol dir pedagogia

## Reconeixements
L'any 1979 es constituí la Fundació Rafael Campalans, a l'òrbita del PSC, amb la finalitat de construir un marc d'elaboració i difusió del pensament socialdemocràtic, la seva història i els corrents actuals de pensament, així com la realització d'estudis en l'àmbit de les ciències socials i històriques.
L'ajuntament de Torredembarra li dedicà una part del passeig marítim. També té carrers o places dedicades a Barcelona, l'Hospitalet de Llobregat, Terrassa, Viladecans, Badalona, Canet de Mar i el Vendrell.